# Monica Bascio
Mónica Bascio (nacida el 16 de septiembre de 1969), es una esquiadora paralímpica de fondo, biatleta y ciclista de mano estadounidense. Debutó en los Juegos Paralímpicos de Turín 2006 y ha competido en un total de cuatro Juegos Paralímpicos. En los Juegos Paralímpicos de Londres 2012, Bascio obtuvo dos medallas de plata en triciclo manual. Fue nombrada Deportista Paralímpica del Año del Comité Olímpico y Paralímpico Estadounidense en 2013.
Tras su retiro después de los Juegos Paralímpicos de Sochi 2014, a Bascio se le diagnosticó cáncer de colon ese año. Se sometió a una cirugía y a un tratamiento de quimioterapia y está libre de cáncer desde abril de 2015.
En septiembre de 2016, fue elegida para formar parte del Consejo de Atletas del Comité Paralímpico Internacional, donde trabaja para ser una voz y una defensora de los atletas paralímpicos de todo el mundo. En 2018, Mónica fue nombrada para la Comisión de Entorno de Atletas del Comité Olímpico Internacional, y también fue invitada a formar parte de la junta directiva de Adaptive Spirit.

## Primeros años y educación
Bascio nació en Massapequa, Nueva York. En 1992, tuvo un accidente mientras esquiaba que la dejó parapléjica. Se mudó a California después de su accidente y obtuvo un título de la Universidad Estatal de San José en 1999. Reside en Colorado Springs, Colorado, con su esposo Ian y su hijo Henry Lane, nacido el 8 de julio de 2006  Ella trabaja como terapeuta ocupacional.

## Competición
En los Campeonatos Mundiales de Ciclismo de Mano del IPC en 2002, ganó una medalla de oro en ciclismo en la contrarreloj individual y una plata en la carrera de ruta.
Después de cinco años en el equipo de ciclismo de mano de Estados Unidos, se dedicó al esquí nórdico en 2002 y comenzó a competir en el circuito de la Copa del Mundo de 2004. Bascio compitió en los Juegos Paralímpicos de Turín 2006, donde terminó quinta en la carrera de 10 kilómetros a campo través y cuarta en la carrera de biatlón sprint. Bascio quedó segunda en la Copa Mundial de Esquí Nórdico del IPC en 2009, después de ganar el bronce en la prueba de 5 kilómetros paralímpicos, en el Parque Olímpico de Whistler.
En 2011 Bascio ganó el título general de la Copa Mundial de Paraciclismo en Carretera de la UCI y ganó el título mundial tanto en la contrarreloj como en la carrera en ruta en los Campeonatos Mundiales de Paraciclismo en Carretera de la UCI. En 2012, Bascio ganó dos medallas de plata en la contrarreloj individual y en la carrera de ruta en los Juegos Paralímpicos de Londres 2012.
Ganó todas las competiciones de paraciclismo de la UCI en las que participó en 2013, y volvió a ganar los títulos de la Copa del Mundo en general, y los títulos del campeonato mundial, tanto en la ruta com en contrarreloj.

## Caso de dopaje
El 26 de mayo de 2012, durante un análisis de orina, la Union Cycliste Internationale (UCI) encontró tuaminoheptano, una sustancia prohibida que estaba usando antes del evento de la Copa Mundial de Paraciclismo en Carretera de la UCI que comenzó un día antes de la prueba. Aceptó una prohibición de tres meses, de la Agencia Antidopaje de los Estados Unidos por una violación involuntaria de las normas antidopaje y fue despojada de sus premios y distinciones debido a esta violación. Se disculpó y fue reintegrada a la competición el 26 de agosto, el día antes de viajar a los Juegos Paralímpicos de Londres 2012.